# Kalk-Hochalpen (Raumeinheit)

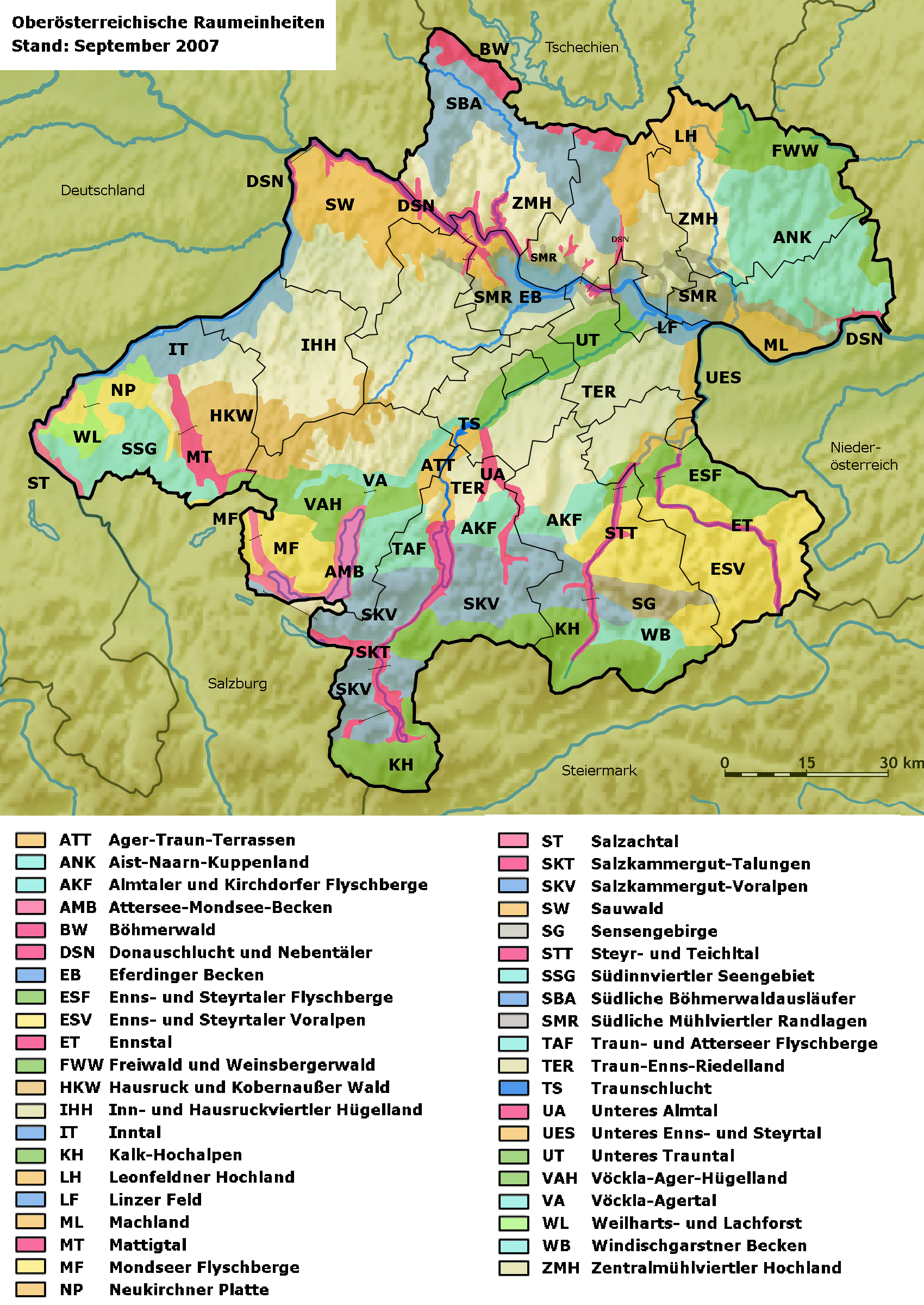
Alle OÖ Raumeinheiten

Die Kalk-Hochalpen sind eine von 41 Oberösterreichischen Raumeinheiten und liegen im südlichen Salzkammergut.

## Lage
Die Raumeinheit umfasst den südlichen Teil der Bezirke Kirchdorf und Gmunden. Die Kalk-Hochalpen bestehen aus drei voneinander getrennten Bereichen.
Die Größe der Kalk-Hochalpen beträgt 583 km² und umfasst das Tote Gebirge und das Dachsteingebirge. Die Längsstreckung (West - Ost) beträgt rund 77 km, die maximale Breite eines Teilgebiets 18 km. Der tiefste Bereich liegt bei rund 500 m ü. A. bei Bad Ischl. Die höchste Erhebung des Gebiets ist der Hohe Dachstein mit 2995 m ü. A.
Folgende Gemeindegebiete liegen überwiegend oder gänzlich in den Kalk-Hochalpen (alphabetisch gereiht): Hallstatt, Hinterstoder, Obertraun und Spital am Pyhrn.
Die Raumeinheit ist von folgenden oberösterreichischen Raumeinheiten umgeben (Im Uhrzeigersinn, beginnend im Nordosten):  Salzkammergut-Talungen,  Salzkammergut-Voralpen, Steyr- und Teichltal, Windischgarstner Becken und Enns- und Steyrtaler Voralpen.
Von den Raumeinheiten Salzkammergut-Talungen und Windischgarstner Becken wird die Raumeinheit in drei Teil-Gebiete unterteilt.

## Charakteristik

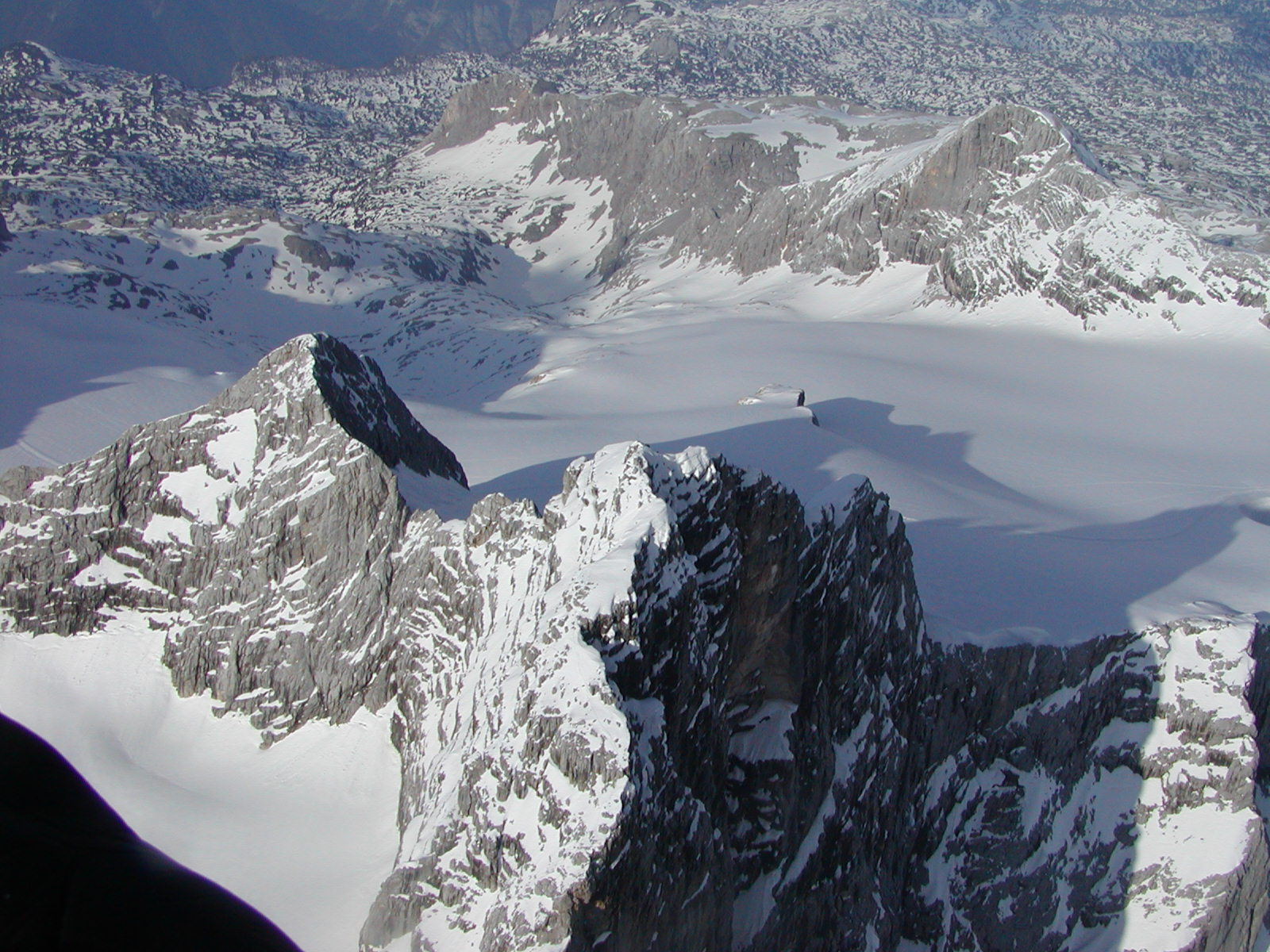
Luftaufnahme des Dachstein aus ca. mit Niederer Dachstein (links) und Gjaidstein (im Hintergrund)

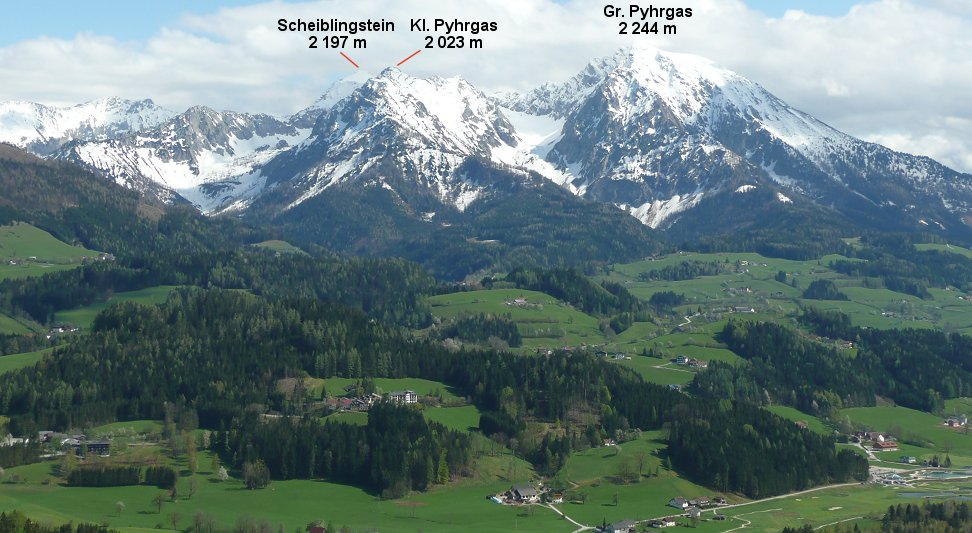
Die Haller Mauern im Kontrast zum vorgelagerten Windischgarstner Becken

- Großflächiger Kalkgebirgsstock, der intensiv verkarstet ist und die höchsten Berge Oberösterreichs beinhaltet. Die großen Teile in der Steiermark zählen nicht zur Oberösterreichischen Raumeinheit.
- Es gibt ausgedehnte Hochplateaus und Kammgebirge (Gosaukamm, Haller Mauern) mit reichhaltigem Karstformenschatz.
- Hier findet man die längste Höhle Österreichs, das Schönberg-Höhlensystem mit über 151 Kilometern Länge, sowie mit der Dachstein-Eis- und -Mammuthöhle (63 km) weitere imposante Höhlen.
- Das Dachsteinmassiv beheimatet die östlichsten Gletscher der Alpen und ist auch das östlichste Sommerschigebiet.
- Die Raumeinheit ist ein bedeutender Lebensraum für viele Wildtierarten (z. B. Raufußhuhn, Steinadler, Murmeltier, Steinbock und Rotwild). Selten treten Luchs oder das Wildschwein auf.
- Die Fels- und Schuttfluren in der alpinen Stufe sind vegetationsarm. Die tieferliegenden Abhänge sind meist bewaldet. Hinzu kommen weitläufige Latschenwälder in subalpinen Plateaulagen sowie viele naturnahe Wälder (Trockenhang-Buchenwälder, Schneeheide-Föhrenwälder und Eschen-Bergahornwälder). Fichtenwälder sind meist nur in talnahen Lagen zu finden.
- Es gibt kaum Oberflächengewässer, die Quellengebiete befinden sich am Gebirgsfuß als Karstquellen (u. a. Pießling-Ursprung, Waldbachursprung, Steyr-Ursprung). Auch die Gosauseen werden von unterirdischen Karstquellen gespeist und teils zur Energieerzeugung verwendet. Eine Verunreinigung des Wassers hat Auswirkungen in allen umliegenden Quellen und somit im gesamten Traunviertel.
- Nur auf der Wurzeralm finden sich Hochmoore, ansonsten sind Feuchtgebiete selten.
- Größere Almflächen existieren nur in Mulden. Bewirtschaftet werden sie mit Jungvieh und Schafen (Milchwirtschaft).
- Lokal starker Tourismus durch Schifahrer (auch Schitourengeher) und Wanderer (z. B. Dachstein-Krippenstein, Zwieselalm, Hutterer Höß)
- Es existieren viele Almen und Schutzhütten, jedoch kein Dauersiedlungsraum.
- Niederschlagsreiches Nordalpen-Klima, durch die Höhe auch schneesicher.